# عسگریه
عسگریه روستایی در دهستان میان ولایت بخش مرکزی شهرستان مشهد استان خراسان رضوی ایران است. بر پایه سرشماری عمومی نفوس و مسکن در سال ۱۳۹۰ جمعیت این روستا ۱٬۳۵۹ نفر (در ۴۱۱ خانوار) بوده‌است.عسگریه دارای ۵ عضو شورا اسلامی است که اقایان ایرجی و مزدورکار و حسن زاده میباشند